# Hongkongs säkerhetslag

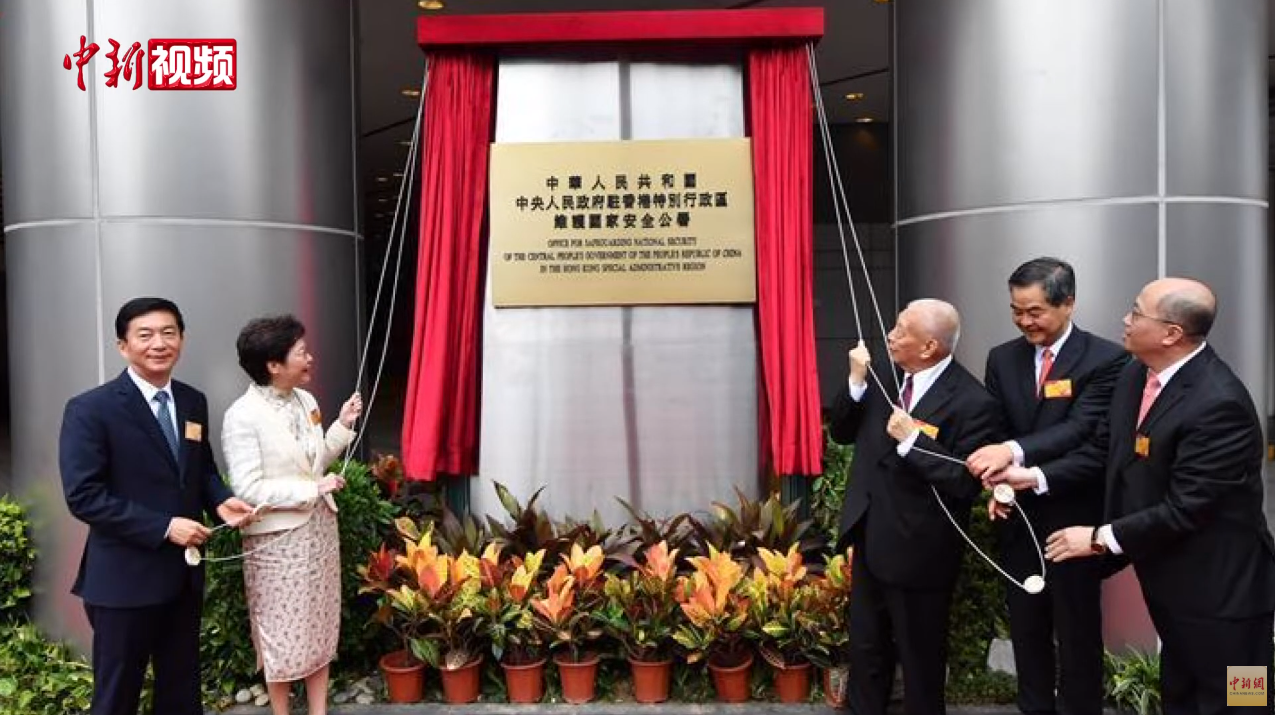
Carrie Lam (andra till vänster) öppnar kontrollkommissionen för nationella säkerhetslagen den 8 juli 2020.

Hongkongs nationella säkerhetslag (kinesiska: 香港國家安全法; pinyin: Xiānggǎng guójiā ānquán fǎ; Jyutping: Hoeng1 Gong2 gwok3 gaa1 on1 cyun4 faat3, engelska: Hong Kong National Security Law), eller bara Hongkongs säkerhetslag, är en lag som stiftades, bekräftades och trädes i kraft i Hongkong den 30 juni 2020. Lagen har bemötts med kritik sedan början och är både orsaken och följden till protester i Hongkong.

## Bakgrund
Enligt Hongkongs grundlag ska särskilda administrativa regionen stifta säkerhetslagen men detta hände inte i stadens lagstiftande församling (LegCo) så Peking stiftade lagen istället. Enligt Peking den har rätt till detta enligt Kinas grundlag. Hongkongs demokratirörelse har förhindrat LegCo att stifta säkerhetslagen tidigare. Syftet med säkerhetslagen är bl.a. att hindra landsförräderi mot folkrepubliken Kina också i Hongkong.
Kina har sagt att alla pro-demokratiska demonstranter är bråkmakarna och sådana människor straffas också i andra länder. Pekings ståndpunkt är det att säkerhetslagen garanterar lag och ordning i Hongkong där demonstranter bl.a. har kränkt Kinas nationella symboler.
Sedan 2015 har man firat Nationella säkerhetslagens dag i Kina den 15 juli. Den firas genom att bl.a. ordna temadagar i skolor och sjunga Kinas nationalsång i början av dagen.

## Lagens tillträdande och centralt innehåll
Lagtexten offentliggjordes för första gången efter den trädes i kraft den 30 juni. Kinas dåvarande vice premiärminister Han Zheng hade huvudansvaret för utarbetandet av den nya lagen. Myndigheterna öppnade en telefonnummer där man kunde ange dem som bryter mot nya lagen.
Säkerhetslagen möjliggör t.ex. husundersökningar utan domstolens tillstånd om personen misstänks för säkerhetslagen brytande. Myndigheter i Hongkong kan också hindra de misstänkta att lämna staden. En av lagens mest centrala punkter är kriminaliseringen av "separatistiska aktiviteter" som kan innebär bl.a. sloganen "Free Hong Kong!" Straffen för separatism kan vara livstidsfängelse.
Att skada allmänna egendomen kan räknas som subversiv aktion som kan straffas med livstidsfängelse. Att störa eller förhindra kollektivtrafiken definieras som terrorism. Enligt säkerhetslagen ska det grundas nationella säkerhetslagens kontrollkommission som får tolka säkerhetslagen efter eget gottfinnande; dessa tolkningar prioriteras framför Hongkongs grundlag. Ytterligare gör säkerhetslagen möjligt bl.a. att:
- Hongkongs chefsminister nominerar domare
- Rättegångar sammanträds bakom stängda dörrar
- Rättegångar flyttas från Hongkong till kinesiska fastlandet

I Kina är lagarna är medvetet luddiga så att de kan tolkas på det mest passande sätt beroende på situationen. Hongkongs nationella säkerhetslag är också öppen för olika tolkningar och därför kan hotande av nationella säkerheten betyda nästan vad som helst. På Fastlandskina den här mångtydigheten används rutinmässigt för att fånga dissidenter.
Med stöd av säkerhetslagen har myndigheter bl.a. förbjudit sången Glory to Hong Kong i stadens skolor men sången själv är inte olagligt.

### Artikeln 38
Artikeln 38 av Hongkongs nationella säkerhetslag:
This Law shall apply to offences under this Law committed against the Hong Kong Special Administrative Region from outside the Region by a person who is not a permanent resident of the Region.
Enligt artikeln gäller säkerhetslagen inte bara hongkongbor utan alla. Till exempel utlänningar som har omedvetet brutit mot lagen, kan begripas i Kina eller Hongkong i samband med bara transit.

### Reaktioner
- Taiwan: presidenten Tsai Ing-wen sade att lagets stiftande var en "besvikelse" och "brutet löfte" som bevisar att ett land, två system som Kina har erbjudit på Taiwan kommer inte att fungera.[14]
- Förenade kungariket: enligt utrikesministern Dominic Raab nya säkerhetslagen strider mot avtalet mellan Storbritannien och Kina som undertecknades då Hongkong överlämnades till Kina 1997.[15] Premiärministern Boris Johnson hade redan tidigare lovat att underlätta visumprocess för dem som är födda i Brittiska Hongkong (ca. 2,8 miljoner) om Kina kör igenom lagen.[16]
- USA: presidenten Donald Trump tecknade under ett dekret som avslutade stadens ekonomiska specialstatus. Kongressen satte sanktioner mot myndigheter i både Kina och Hongkong.[17][18]
- Japan: landets underhus grundade en kommitté för att förbereda ett lagförslag som skulle underlätta hongkongbors arbetsvisumsansökningar och förlänga andra typ av visa. Japan hotade också att lagen skulle påverka statsbesöken som Xi Jinping hade planerat.[19][20]
- Europeiska unionen: unionen uttryckte sig vara oroad över lagen och att minska ekonomiska aktiviteter i staden.[21]